# Pougne-Hérisson
Pougne-Hérisson – miejscowość i gmina we Francji, w regionie Nowa Akwitania, w departamencie Deux-Sèvres.
Według danych na rok 1990 gminę zamieszkiwało 380 osób, a gęstość zaludnienia wynosiła 32 osób/km² (wśród 1467 gmin regionu Poitou-Charentes Pougne-Hérisson plasuje się na 644. miejscu pod względem liczby ludności, natomiast pod względem powierzchni na miejscu 735.).

## Współpraca
- Chevilly-Larue, Francja
- Montembœuf, Francja
- Groix, Francja